# Ausschlussklausel
Eine vertragliche Ausschlussklausel ist im Arbeitsrecht eine Klausel, welche die gesetzliche Verjährungsfrist eines Anspruches verkürzt.
Synonyme von Ausschussklauseln sind Verfallsklausel, Präklusionsklausel und Verwirkungsklausel. Anzutreffen sind Ausschlussklauseln in Tarifverträgen, Arbeitsverträgen, selten in Betriebsvereinbarungen. Sofern Ausschlussklauseln in Arbeitsverträgen geregelt werden, handelt es sich in der Regel um Allgemeine Geschäftsbedingungen. Die Wirksamkeit der Klauseln beurteilt sich in diesem Fall nach §§ 307 bis 310 BGB. Ausschlussklauseln dürfen danach nicht überraschend oder intransparent sein oder entgegen den Geboten von Treu und Glauben unangemessen benachteiligen. Die Unwirksamkeit einer Ausschlussklausel kann sich z. B. daraus ergeben, dass der Anspruch auf den gesetzlichen Mindestlohn nach § 3 Satz 1 MiLoG nicht ausdrücklich von dem Anwendungsbereich ausgenommen wird.